# Ostrojok, Baranivka
Ostrojok (în ucraineană Острожок) este un sat în comuna Rohaciv din raionul Baranivka, regiunea Jîtomîr, Ucraina.

## Demografie
Componența lingvistică a localității Ostrojok
     Ucraineană (99,66%)
     Alte limbi (0,34%)
Conform recensământului din 2001, majoritatea populației localității Ostrojok era vorbitoare de ucraineană (99,66%), existând în minoritate și vorbitori de alte limbi.